# Johann Friedrich Spittler
Johann Friedrich Spittler (* 1942 in Altena, Westfalen) ist ein deutscher Facharzt für Neurologie und Psychiatrie.

## Leben
Johann Friedrich Spittler studierte ab 1962 Medizin in Erlangen und Münster und legte 1968 das Medizinische Staatsexamen an der Universität Münster ab. Ab 1968 war er Medizinalassistent, u. a. an der Klinik für Kinder- und Jugendpsychiatrie Marburg. 1970 erhielt er seine Approbation als Arzt, 1971 wurde er promoviert. Bis 1982 folgten Tätigkeiten als Assistenzarzt in der Epileptologie, Pädiatrie, Pathologie, Neuropathologie, Neurologie, Neurochirurgie und Psychiatrie. Im Jahr 1982 erhielt er die Anerkennung als (Fach-)Arzt für Neurologie und Psychiatrie. Ab 1983 war Spittler Oberarzt und Vertreter des Direktors an der Neurologischen Klinik des Knappschaftskrankenhauses Bochum-Langendreer. Seit 1995 hat er die Lehrbefähigung für das Fach Neurologie an der Medizinischen Fakultät der Ruhr-Universität Bochum. Dort erarbeitete er ein Unterrichtskonzept für Studenten im Praktischen Jahr des Knappschafts-Krankenhauses und führte in diesem Rahmen erstmalig einen Ethik-Unterricht ein, jeweils in Zusammenarbeit mit den Ärzten der anderen Fachabteilungen. Ab 2003 arbeitete Spittler als psychiatrischer und neurologischer Gutachter, unter anderem für Sozialgerichte – eine Aufgabe, die er auch über seinen Renteneintritt 2007 hinaus weiter ausübte.

## Sterbebegleitung
Bereits seit 1991 ist er Mitglied der Deutschen Gesellschaft für Humanes Sterben (DGHS). Im Jahr 2002 begleitete Spittler eine 45-jährige Patientin mit einer seit ihrem 5. Lebensjahr fortschreitenden Lähmung in die Schweiz zu einem vollständig von ihr allein organisierten Suizid. Im Jahr darauf wurde im ZDF die Dokumentation Isoldes letzter Sommer ausgestrahlt, die diesen Prozess begleitete. Damit wurde Spittlers Engagement für einen selbstbestimmten Tod weithin bekannt. Fortan stellte er seine gutachterliche Tätigkeit von Suizid-Aspiranten insbesondere zu deren Entscheidungskompetenz und Freiverantwortlichkeit vor allem den Organisationen Dignitas (Schweiz) und Sterbehilfe Deutschland (StHD) zur Verfügung.
Nach der Suizid-Begleitung zweier hochbetagter Damen in Hamburg 2012 musste sich Spittler in einem Strafverfahren wegen Totschlag oder Tötung auf Verlangen durch Unterlassen verantworten, was 2017 in einen Freispruch vom Landgericht Hamburg mündete. Im Jahr 2019 folgte die endgültige rechtskräftige Bestätigung des Freispruchs unter dem Vorsitz von Norbert Mutzbauer vom 5. Senat des Bundesgerichtshofs. Das Urteil bedeutete eine Abkehr der bis dahin geltenden Rechtsprechung mit einer grundsätzlichen Garanten- bzw. Rettungspflicht auch bei einem freiverantwortlichen Suizid. Die Rettungspflicht besteht weiterhin bei allgemeinen Konflikt- und Verzweiflungs-Suiziden.
Im Jahr 2016 wendete sich Spittler auch mit einer Verfassungsbeschwerde gegen den § 217 StGB an das Bundesverfassungsgericht. Im Ergebnis wurde der § 217 StGB am 26. Februar 2020 für nichtig erklärt, weil er die grundgesetzlich geschützten Freiheitsrechte in Bezug auf ein selbstbestimmtes Sterben unverhältnismäßig einschränke.
Am 1. Februar 2024 wurde Spittler nach seiner Suizidhilfe bei einem 42-jährigen Mann wegen Totschlags in mittelbarer Täterschaft zu drei Jahren Freiheitsstrafe verurteilt. Er hatte dem Patienten mit 13-jähriger Krankheitsgeschichte einer Schizophrenie, zuletzt einem Residualsyndrom, einer reaktiven, eher leichtgradigen Depression und einer überzeugenden Einsichts- und Urteilsfähigkeit Freiverantwortlichkeit bescheinigt. Das Gericht folgte allerdings dem forensisch-psychiatrischen Gutachter Norbert Leygraf, welcher bei dem Mann nach Aktenlage einen akuten Wahn diagnostizierte. Ein beantragtes Revisionsverfahren wurde vom Bundesgerichtshof in einem 16-seitigen Beschluss zurückgewiesen.

## Veröffentlichungen

### Das menschliche Bewusstsein
- Der Bewußtseinsbegriff aus neuropsychiatrischer und in interdisziplinärer Sicht. In: Fortschritte der Neurologie Psychiatrie 60. Georg Thieme Verlag (1992) S. 54–65
- Akute organische Psychosen – Befunde, Methodologie und Erkenntnistheorie der Bewußtseinsstörungen und des Bewußtseins aufgrund der Untersuchung von 300 Patienten. (1994)

### Menschenbild und irreversibler Hirnfunktions-Verlust („Hirntod“)
- Spittler, J. F., Wortmann, D., Düring, M. v., Gehlen, W.: Phenomenological diversity of spinal reflexes in brain death. In: European Journal of Neurology 7 (2000). S. 315–321
- Gehirn, Tod und Menschenbild – Neuropsychiatrie, Neurophilosophie, Ethik und Metaphysik. Kohlhammer Verlag, Stuttgart (2003) ISBN 978-3-170-17423-8

### Medizinethik: Patientenwille, Therapiebegrenzung und Therapiebeendigung
- Unaufhaltsame Atemmuskelschwäche und Beendigung maschineller Beatmung: Tun oder Unterlassen? In: Ethik in der Medizin 12 (2000) S. 236–246
- Spittler, J. F., Fritscher-Ravens, A. (2001): Der Patientenwille zwischen Rechtsprechung, ärztlicher Sachlichkeit und Empathie. In: Deutsche Medizinische Wochenschrift 126 (2001) S. 925–928
- Spittler, J. F., Bauer, A. W.: Fall und Kommentare: Zur Problematik des mutmaßlichen Willens am Lebensende. In: Ethik in der Medizin 14. 2002. S. 28–33
- Begrenzungen der Autonomie im Locked-In-Syndrom – Eine Pflicht zum Leben? In der Reihe: Körner, U. (Hrsg.): Berliner Medizinethische Schriften. Humanitas 48, Dortmund (2003) S. 27

- Flüssigkeitsverzicht – Ethische Maßstabsfindung in der gesellschaftlichen Kontroverse. In: Deutsche Medizinische Wochenschrift 130 (2005) S. 171–174
- Flüssigkeitsverzicht als Therapie-Begrenzung: Verdurstenlassen = Töten = Mord? In: Die Schwester Der Pfleger 44 (2005) S. 390–395

### Eigentätige Lebensbeendigung und Suizid-Beihilfe
- Die präsuizidale Entwicklung zu einem assistierten Suizid. In: Nervenheilkunde 23 (2004) S. 292–296
- Argumente, Gründe und Motive auf dem Weg in einen assistierten Suizid. In: Nervenheilkunde 25 (2006) S. 855–860
- Psychiatrische, ethische und existenzielle Aspekte bei Suizid-Beihilfe-Ersuchen (Kongress der Deutschen Gesellschaft für Psychiatrie, Psychotherapie und Nervenheilkunde, Berlin 26.11.2009).
- Kusch, R., Spittler, J. F.: Weißbuch 2011, In: Schriftenreihe Band 1, SterbeHilfe Deutschland e. V. Books on Demand, Norderstedt (2011) ISBN 978-3-8423-1986-8
- Ärztliches Ethos und Suizid-Beihilfe. In: Schriftenreihe Band 2, SterbeHilfe Deutschland e. V. Books on Demand, Norderstedt (2011) ISBN 978-3-844-84960-8
- Kusch, R., Spittler, J. F.: Weißbuch 2012, In: Schriftenreihe Band 4, SterbeHilfe Deutschland e. V. Books on Demand, Norderstedt (2012) ISBN 978-3-844-82335-6
- Neitzke, G., Coors, M., Diemer, W., Holtappels, P., Spittler, J. F., Wördehoff, D. für die Arbeitsgruppe „Ethik am Lebensende“ in der Akademie für Ethik in der Medizin e. V. (AEM) (2013): Empfehlungen zum Umgang mit dem Wunsch nach Suizidhilfe. In: Ethik in der Medizin 25: S. 349–365 Open Access
- Suizidbeihilfe in Deutschland – Ein Versuch über zwischenmenschliches Verstehen. In: Aufklärung und Kritik 21 (2014) S. 222–230
- Selbstbestimmung und psychische Störung bei Suizid-Beihilfe-Ansinnen. In: Nervenheilkunde 34. 2015. S. 1026–1031
- Urteilsfähigkeit und Selbstbestimmung bei psychischer Störung und Suizid-Beihilfe-Ansinnen. In: Schweizerische Ärztezeitung 16.3.2016 S. 435–437
- Suizidverhütung und Suizidbeihilfe – Unterschiedliche Erfahrungsbereiche. In: Nervenheilkunde 36 (2017) S. 416–422 Open Access
- Assistierter Suizid oder Weiterleben – Eine Nachuntersuchung. In: Nervenheilkunde 37 (2018) S. 738–744
- Das Dammbruch-Argument als Begründung des Sterbehilfe-Verbots und eine gesellschaftlich vertretbare Suizid-Beihilfe. In: PflegeRecht (2019) S. 348–353
- Freiverantwortlichkeit und natürlicher Wille bei Lebensbeendigungs-Absicht im Hinblick auf eine Demenz. In: PflegeRecht (2020) S. 70–76
- Sterbehilfe in Deutschland? Eine neurologisch-psychiatrische Sicht. In: Neue Juristische Online-Zeitschrift 20 (2020) S. 97–99
- Rettungspflicht beim Suizid – Geschichte und aktuelle Entwicklung der Rechtsprechung aus ärztlich-psychiatrischer Sicht. In: Medizinrecht 38 (2020) S. 101–105
- (Problemstellung und Anmerkung zu): Rechtsprechung: Zur Bedeutung der Freiverantwortlichkeit für die Rettungs- und Garantenpflicht bei einem Suizid. StGB §§212, 216, 323c; BGB 1901 – BGH, Beschl. v. 3.7.2019 – 5 StR 132/18 (LG Hamburg). In: Medizinrecht 38 (2020) S. 120–125
- Berghäuser, G., Boer, T. A., Borasio, G. D., Hohendorf, G., Rixen, S., Spittler, J. F. (2020): Brauchen wir eine Neuordnung der Sterbehilfe in Deutschland? In: Medizinrecht 38/3
- Freiverantwortlichkeit sub specie suicidii – Eine neuropsychiatrische Betrachtung. In: Aufklärung und Kritik Heft 3 (2020) S. 25–33
- Eckpunkte zu einem Suizidhilfe-Gesetz – Eine ärztliche und speziell psychiatrische Sicht. In: Neue Juristische Online-Zeitschrift 19 (2020) S. 545–548
- Hoven, Elisa; Hilgendorf, Eric; Jaklin, Martina; Spittler, Johann F.: § 217 StGB und das berufsrechtliche Verbot der ärztlichen Suizidassistenz. In: vorgänge. Zeitschrift für Bürgerrechte und Gesellschaftspolitik 229 (2020) S. 47ff
- Die Freiheit der Suizid-Hilfe – wie handeln? In: vorgänge. Zeitschrift für Bürgerrechte und Gesellschaftspolitik 229 (2020) S. 93–100
- Suizidhilfe und die letzten Stunden im Leben eines Menschen vor einer Lebensbeendigung. In; Medizinrecht 38 (2020) S. 908–911
- Mangelfreiheit eines freiverantwortlichen Suizidhilfe-Ersuchens – eine Betrachtung des juristischen Begriffs aus ärztlicher Sicht. In: medstra 7 (2021) S. 89–93
- Suizidbeihilfe – Offene Diskussion notwendig (Leserbrief). In: Deutsches Ärzteblatt 120 (2023) S. A 1326/7
- Assistierter Suizid – Praktische Erfahrungen in Deutschland. In: Anselm-R, Karle-I, Lilie-U, Meyer-Magister-H (Hrsg.); „Was tun, wenn es unerträglich wird?“ Gütersloher Verlagshaus, Gütersloh (2023) S. 139–152
- Die Differenzierung der Freiverantwortlichkeit aus der Sicht der Suizidassistenz. In: Nervenheilkunde 42 (2024) S. 41–48